# Napea

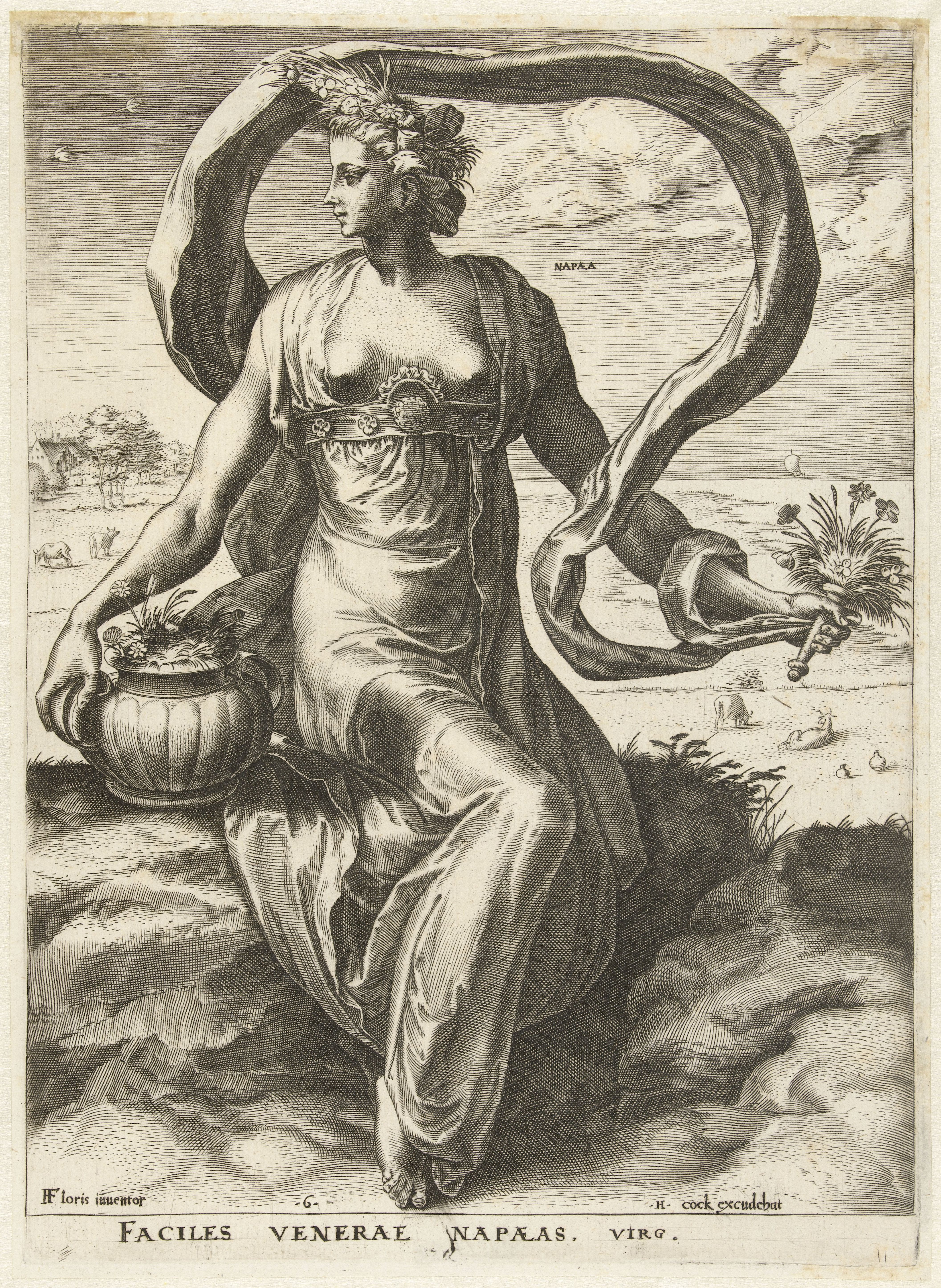
Dibujo del de un napea

Las napeas (del latín napaea, y este del griego napaios, ‘de los bosques’) son en la mitología clásica, y según los gentiles, las ninfas que moran en los «valles arbolados».  Solo son mencionadas por autores latinos, al igual que las limónides (limonides), ninfas de los prados, y las pedíades (pediades), ninfas de las llanuras.  En textos griegos las ninfas de los valles son llamadas auloníades.

## Textos mitográficos
Según Virgilio, Cirene aconseja a su hijo Aristeo atraer el favor de las compañeras de Eurídice:
«Esta es la causa entera de la enfermedad; por esto las ninfas con quienes Eurídice dirigía los coros en la profundidad de los sagrados bosques, enviaron a tus abejas la lamentable peste. Llévales tus dones suplicante, pidiéndoles perdón, y venera a las napeas indulgentes; así otorgarán a tus súplicas su gracia y depondrán su enojo».
Columela ensalza a las ninfas Nisíades y a otra ralea:
«¡Ninfas del Aqueloo! Humildemente os imploro. ¡Y a vosotras, las del Ménalo, oh dríadas! ¡Napeas habitantes del sagrado bosque inspirador del Anfriso! ¡Las del prado del ameno Tempe! ¡Las de las cumbres erguidas del Cilene! ¡Las del sombrío campo del Liceo! ¡Las de las grutas que manan continuamente para la fuente Castalia! Y a vosotras también imploro, ¡oh ninfas!, que os ornabais con flores del Haleso».
Según Estacio, Isménide, hija del Ismeno y madre de Creneo, se lamenta por la muerte de su hijo:
«Una vez fuiste el orgullo y la gloria de las olas y los bosques, y mientras vivías yo era considerada una diosa superior y la reina de las ninfas. ¡Ay! ¿Dónde está ahora esa multitud de cortesanos que rodeaba los salones de tu madre? ¿Dónde están las doncellas del valle (napeas) que rezaban para servirte?».

## Fuera de la mitología clásica
Son recordadas por Miguel de Cervantes en su obra Don Quijote de la Mancha, cuando Don Quijote va a iniciar su penitencia en Sierra Morena y dice así: "Oh vosotras, napeas y dríadas, que tenéis por costumbre de habitar en las espesuras de los montes, así los ligeros y lascivos sátiros, de quien sois, aunque en vano, amadas, no perturben jamás vuestro dulce sosiego, que me ayudéis a lamentar mi desventura, o, a lo menos, no os canséis de oílla!" (Capítulo XXV de la primera parte).